# Eagle Premier
Eagle Premier — седан представительского класса, разработанный American Motors Corporation во время её сотрудничества с Renault в 1980-х годах. Корпорация Крайслер приобрела права на Premier вместе с пакетом акций, купленным у Renault в 1987 году, и начала продажи автомобиля под маркой Eagle. Автомобиль производился с сентября 1987 по декабрь 1991 годов. С 1990 по 1992 годы также продавался как Dodge Monaco.

## Описание
В 1982 году American Motors и Renault, мажоритарный акционер AMC с 1979 г., начали совместную работу по созданию полноразмерного переднеприводного пассажирского автомобиля. Разработка получила название X-58, работы предполагалось завершить к концу 1986 года. Попутно разрабатывалось двухместное купе X-59, предполагавшееся к выпуску в 1988 году. Эти два проекта были первыми полноразмерными автомобилями AMC со времён AMC Matador (1970—1978 гг.). Ранее это место в линейке производителя занимали Nash и AMC Ambassador.
Разработку шасси Premier начали, взяв за основу чертежи монокока Renault 25. Подвеска автомобиля, заимствованная у Renault Medallion (Renault 21), была полностью независимой, типа Макферсон спереди, торсионная сзади, с передними и задними стабилизаторами.
Внешний вид автомобиля разрабатывался фирмой Italdesign под руководством Джорджетто Джуджаро на основе концептов, разработанных как дизайн-центром AMC, так и сторонними фирмами. Разработанный кузов Premier имел Коэффициент сопротивления 0,31, что было чуть меньше, чем у Ford Taurus 1986 года, автомобиль, широко известный своей аэродинамикой. После покраски кузова Premier покрывались эмалью с последующей высокотемпературной сушкой и имели гарантию 7 лет или 100 000-миль (160 934 км). Автомобиль также имел большой багажник объёмом 462 л.
Используя новейшие технологии, инженерам удалось не только создать эффективную оптику, но и облегчить работу дизайнерам, придерживавшимся прямоугольных форм. Автомобиль был одним из первых, на который устанавливались лампы головного света Valeo с рефлектором сложной формы и линзами.
Автомобиль имел две комплектации, комплектовавшиеся разными трансмиссиями. Избегая французских двигателей, которыми комплектовались Renault 25, AMC установило на Premier LX собственный 4-цилиндровый моновпрысковый двигатель объёмом 2,5 л. Двигатель имел мощность 111 л.с. при 4750 об./мин. и крутящий момент 232 Н·м при 2500 об./мин. В паре с двигателем работала новая 4-скоростная АКПП с электронным управлением от ZF Friedrichshafen. Расход топлива по результатам испытаний АООС США составил 11 л./100 км в городе и 7,6 л./100 км на трассе, что при баке автомобиля объёмом 64 л. давало запас хода 848 км. Доступный для базовой LX как опция, стандартным двигателем более дорогой Premier ES был PRV (Peugeot-Renault-Volvo), версия объёмом 3,0 л., с многоточечным впрыском, мощностью 150 л.с. при 5000 об./мин. и 232 Н·м при 3750 об./мин. В городе автомобиль расходовал 13 л. топлива на 100 км. пути, на трассе — 8,7 л. В заводских испытаниях на разгон от 0 до 60 миль/ч (96 км/ч) автомобиль с 2,5 л. двигателем показал результат 11,5 сек., с 3 л. — 10 сек. гарантия на оба типа шасси составляла 7 лет или 70 000-миль (112 654 км), что было больше, чем у любого из конкурентов.
По сравнению с современниками, Premier имел заметно более просторный салон, дизайном которого занимались работники AMC под руководством Ричарда Тиго. Интерьер комплектации LX был 6-местным, с передним сиденьем диванного типа (складывалось в пропорции 55/45), с карманами в спинках, заднее сиденье имело выкидной подлокотник. У автомобилей ES передние сиденья были раздельными, с регулируемыми подголовниками, подлокотник располагался на центральной консоли. Салон, соответственно, был пятиместным. Для модели LX 5-местный салон был доступен опционально. Автомобили ES имели расположенную ниже облицовку кузова, более жёсткую подвеску и шины большего размера.
Приборная панель была весьма необычной по тем временам и была «нафарширована электроникой». Большинство элементов управления было доступно водителю на расстоянии «вытянутого пальца», не убирая рук с руля. Рычаг коробки передач был довольно необычным: располагался на приборной панели и переключался «от руля — к рулю» (обычно рычаг на рулевой колонке двигается по и против часовой стрелки). В качестве опции существовал и вариант с рычагом КПП в центральной консоли. Переключение режимов работы климат-контроля осуществлялось кнопками вверх-вниз по кругу, текущий режим отображался рядом лампочек. Эти органы управления находились по правую сторону от руля.
Слева же располагалось управление светом и дворниками. Рычаг управления поворотниками был также электронным, и возвращался в центральное положение сразу после нажатия, а поворотники отключались автоматически после окончания манёвра, со звонком. Управление опционально доступным круиз-контролем было встроено в отделанное кожей рулевое колесо. Стеклоочистители автомобиля имели как подстройку частоты прохода по стеклу, так и автоматический режим, в зависимости от количества воды на ветровом стекле. При малом количестве воды на стекле оно очищалось редко, а если автомобиль облило водой из-под колёс проехавшего мимо грузовика, очистители работали постоянно. Стереосистема с электронным управлением устанавливалась стандартно на все автомобили.
В 1989 году, с приобретением AMC компанией Крайслер, Premier стал заменой проекту «авто свободы» (liberty car), долгострою Крайслера по созданию платформы для их будущих автомобилей.

со стороны American Motors выглядела слабой младшей сестрой Большой Троицы (General Motors, Ford, Chrysler — прим. пер.), беспрестанно убыточной компанией... Однако, как мы быстро убедились, это были не сборище безмозглых неудачников, а скорее морпехи с острова Уейк: с патронами на исходе, в битве с очень сильным врагом, за последние годы они выкатили серию поразительных продуктов — обновлённый Jeep Wrangler и совершенно новые Cherokee и Premier...
Оригинальный текст (англ.)To the outside world, American Motors had been the Big Three's weak little sister, the perpetually money-losing company... However, what we soon found is that, far from being a bunch of dead-brain losers, the troops of AMC were more like Wake Island Marines: With almost no resources and fighting a vastly superior enemy, they had in recent years rolled out an impressive succession of new products — namely, a new Jeep Wrangler, the all-new Jeep Cherokee, the all-new Premier sedan...
— Б. Лутц
В дополнение к своему интернациональному происхождению (а ко всему прочему, сборка автомобилей производилась в Канаде) Premier был оценен автомобильной прессой как «автомобиль мирового уровня». «Признанный некоторыми самым изощрённым авто в линейке Крайслера», Premier предлагал покупателю «невероятные 122 куб. фута (3,5 м³) салонного пространства, неслыханно для пассажирского автомобиля средних размеров» и «европейское управление». Автомобиль стал «последним отпрыском союза AMC-Renault» и новой машиной, въехавшей на рынок «с прекрасным приданным, как ни посмотри. Она имела самые мощные стандартные двигатели в своём кругу, новейшую электронику, на грани искусства, и сборку на новейшем заводе в мире».

## Модельные года

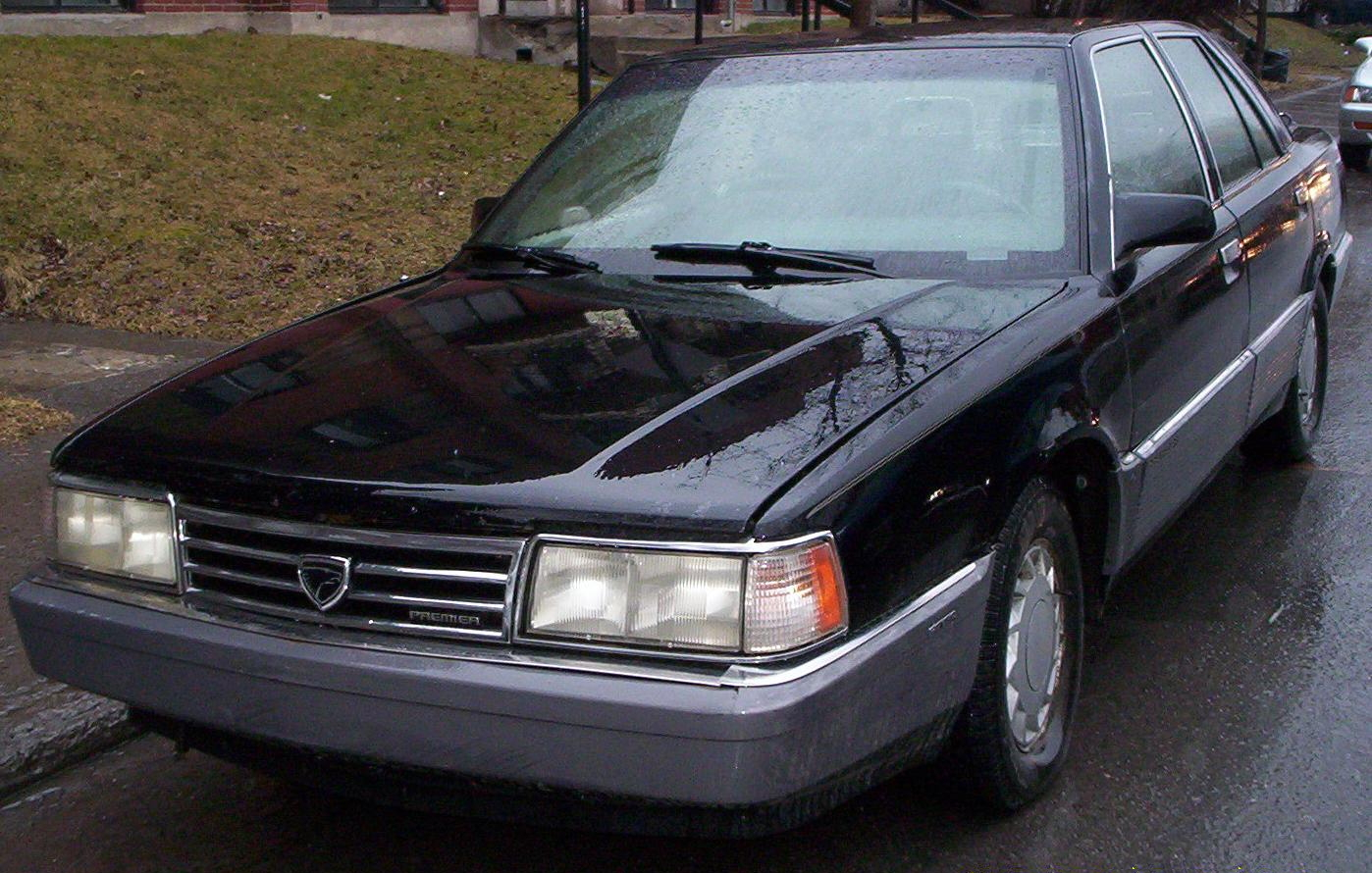
Eagle Premier

### 1988
Начало выпуска Eagle Premier. Первый автомобиль сошёл с конвейера 28 сентября 1987 года, продажи стартовали в январе 1988. Несмотря на фигурирующее местами имя Renault Premier, эта машина нигде и никогда не продавалась под маркой Renault. Прототипы покидали завод с эмблемами Рено на колпаках и решётке радиатора, но надписью Eagle на крышке багажника, и это несоответствие фигурировало брошюрах и видео. К запуску в январе 88-го, эмблемы Рено были убраны с решётки радиатора и руля. На части стереосистем знак Рено устанавливался на протяжении 1989 года. Кроме производимого кузова седан планировались ещё универсал и 2-дверное купе. После покупки Крайслером как доли AMC (46%), так и остальных акций, универсал и купе были отменены, как и версия Premier DL с 5-ступенчатой МКПП.

### 1989
Второй модельный год для Premier прошёл практически без изменений, только круиз-контроль и представленный в середине года ES limited с одноцветным кузовом и окрашенными в тот же цвет пластиковыми элементами.
Анонсированная Якуккой «спортивная» двухдверная модель, которая должна была «дать орлу (Eagle) взлететь» с новым авто и «восхитительным и уникальным... и высококлассным лицом бренда», в производство не пошла.

### 1990

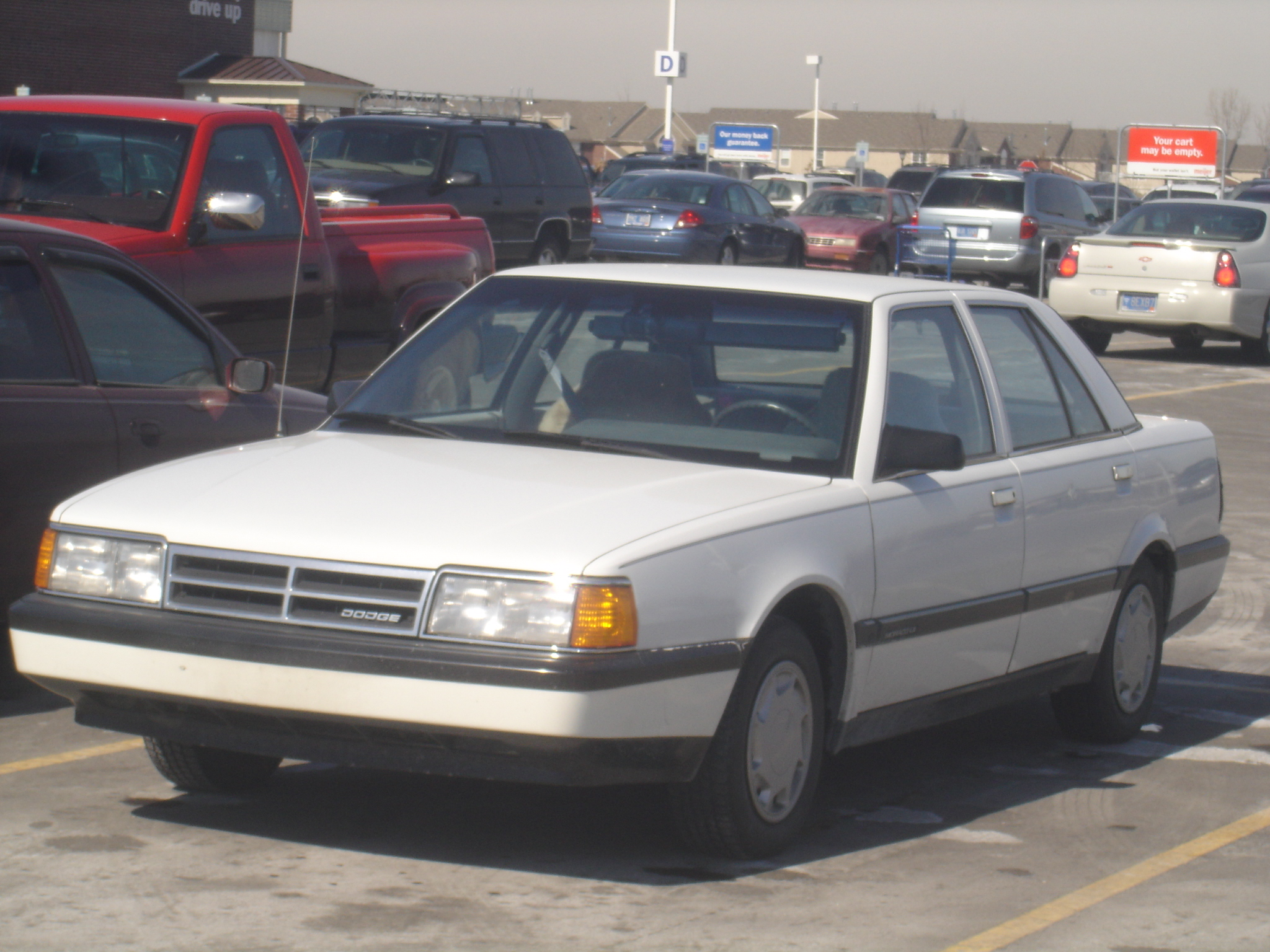
Dodge Monaco, бейдж-инжиниринг

В 1990 году Premier был существенно модифицирован. Стандартными стали полностью дисковые тормоза и выхлопная система из нержавейки. Компоненты оригинальной электрической системы Renix были заменены стандартными элементами Крайслера, признанными более надёжными. Слегка изменился экстерьер автомобиля — с передних крыльев исчезли значки Design Giugiaro. Не пользовавшийся большой популярностью 4-цилиндровый двигатель был также отброшен, остался только V6.
Автомобиль подвергся ребейджингу, на рынок вышел Dodge Monaco (с 1965 по 1978 гг. под этим именем выпускались полноразмерные заднеприводные седаны).
По причине того, что дизайн автомобиля был «новейшим, как и всё на рынке среднеразмерных авто», он стал основой для следующего поколения автомобилей Chrysler.

### 1991

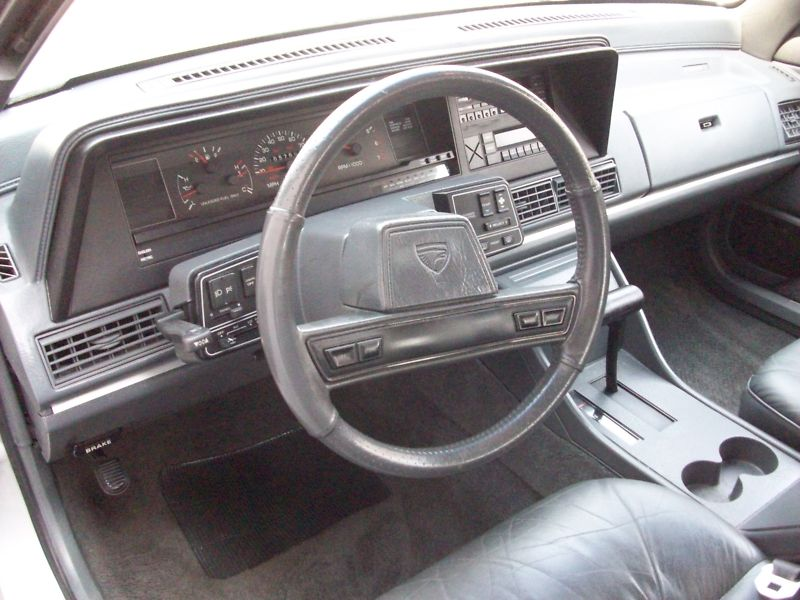
Интерьер Eagle Premier

В этом году на автомобиле появилась АБС, в стандартной комплектации на ES limited и опционально на всех остальных. Модель ES limited также получила новую решётку радиатора и задние фары.
Авторынок пошёл на спад, и производители пытались стимулировать продажи. В начале года ожидаемый срок сбыта (days of supple, DSi) Eagle Premier возрос до 222 дней, и Chrysler стартовал программу скидок: $1000 дилерам по инвойсу, и $1500 конечным покупателям и ещё $2000 дилерам после их четвёртой продажи. Модель ES limited при исходной цене $19'978 продавалась по $15'478. К концу года дела у Premier пошли лучше, DSi составил 28 дней (для сравнения, Chevrolet Caprice имел DSi в 119 дней).

### 1992
В течение этого года изменений практически не было, кроме того, что Premier (и Monaco) получили решётку радиатора и задние фонари от ES limited 1991 года. Также Chrysler объявил, что этот год будет для Premier и Monaco последним, в связи с запуском на заводе Брамли (Bramalea) производства серии LH. Производство Eagle Premier и Dodge Monaco было остановлено 17 декабря 1991 года.

## След в истории
Бренд Eagle целил в ту категорию покупателей, которые обычно покупали не американский седан, а «смотрели вместо того на Volvo или Audi». «состоятельный» Premier был флагманом новорожденного подразделения Eagle в составе Chrysler, и относился к тому же классу, что и «машины наподобие Audi 5000, ... просторные, взрывные и элегантные».
Журнал Popular Science в дорожном тесте четырёх машин признал Premier одним из «спортивнейших» седанов (по устойчивости на дороге и точности управления), доступных на американском рынке. Полностью независимая подвеска подвеска автомобиля и реечное рулевое управление были настроены на обеспечение комфортной езды и хорошей управляемости. Уровень разработки Premier был, вероятно, самым высоким среди седанов, произведённых AMC или Chrysler.

Premier для своих размеров был самой лёгкой машиной, построенной на тот момент Крайслером (снаряжённая масса 2999 фунтов (1360 кг)), с жестчайшим кузовом (на скручивание) и комфортнейшей ездой при ходе колёс 220 мм, по сравнению со 114 мм у авто на платформе K, базе всех машин Chrysler в те времена. Он вобрал в себя десятилетия опыта Рено по производству переднеприводных автомобилей, и стал прекрасным примером, впечатляющим и по сей день
Оригинальный текст (англ.)The Premier was for its size, the lightest car that Chrysler built at the time [with a shipping weight of 2999 фунтов (1360 кг)], the stiffest (torsionally), and the best riding almost 8,7 дюйма (221 мм) of wheel travel vs. 4.5 for the K-cars that underpinned every Chrysler car then available. It benefited from decades of Renault experience with front-wheel-drive, and a good example will still impress even today
— The Chrysler-AMC-Renault story
Изначально планировалось годовое производство 150 00 автомобилей Premier. В 1986 году с фирмой Magna International был подписан контракт на поставку кузовных панелей для Premier. В результате поставщик получил грант в $10 млн от правительств Канады и Онтарио на расширение сталелитейного завода в Милтоне. Однако, ожидания не оправдались, к 1989 году было произведено только 32 720 машин.
Критики спорили, что Краслер, возможно, неправильно позиционировал Premier, что смутило предполагаемых покупателей. Модели ES сравнивались напрямую с Audi 80, Acura Legend и подобными «импортными» седанами, в то время, как LX целили классом ниже, конкурируя с Ford Taurus, Buick Century, Chevrolet Celebrity, Oldsmobile Cutlass Ciera. Также с покупкой AMC Крайслер стал владеть шестью брендами, всего на один меньше General Motors, компании вчетверо большей. Однако, возможно, не только Chrysler не мог себе позволить полноценную рекламу всем брендам, но и сказалась традиция французских машин быть провальными на американском рынке.
Ещё долгое время после покупки Крайслером Premier нёс в себе много следов рук инженеров из AMC и Renault. Например, коды VIN на протяжении всего 1988 года оставались в формате AMC. Многих частях машины логотип AMC оставался до окончания производства.
Появление Dodge Monaco стало результатом обязательств по контракту на поставку 260 000 двигателей PRV в течение пяти лет, одно из условий выкупа AMC у Renault. Продавался Monaco плохо, выпуск был прекращён в 1992 году, вместе с Premier. Подразделение Jeep-Eagle, занимавшееся продажей крайне успешных Jeep, слабо продвигало Premier. Более того, решение объединить его с en:Chrysler-Plymouth в итоге привело к решению о прекращении существования бренда Eagle. В итоге был собран только 139 051 автомобиль, и Крайслеру пришлось выплатить Renault штраф по числу незакупленных двигателей.
Производство Premier производилось на специально построенном для этого «суперсовременном» заводе, названном Брамли, по месту постройки, неподалёку от уже существующего завода AMC в Брамптоне. Завод начал работу в 1986 году и был одним из активов AMC, интересовавших Chrysler. После покупки AMC завод был переименован в Брамптон и позже был переоборудован под производство на нём автомобилей на платформе LH, дебютировавшей осенью 1992 года. В числе прочих на заводе собирался и преемник Premier, Eagle Vision, а также родственные последнемуDodge Intrepid и Chrysler Concorde.
Автомобиль послужил источником множественных заимствований для платформы LH. Франсуа Костейн, бывший вице-президент по разработке и проектированию AMC, стал в 1988 г. вице-президентом по проектированию транспортных средств в Chrysler, и, в результате, платформу LH начали разрабатывать, взяв за основу Premier. Самым заметным заимствованием стало продольное расположение двигателя вместе с передним приводом, «визитная карточка» Рено (ни один автомобиль Chrylser в те годы не имел такой компоновки). Коробка передач 42LE имела много общего с ZF 4HP18, которой комплектовались Premier LX. Кузова Premier использовались для сборки тестовых автомобилей, на которых отлаживалась трансмиссия LH.
Не смотря на существование лишь одной модификации, четырёхдверного седана, Premier достоин звания «классика будущего» по мнению автожурналиста Дэна Рота, как «один из лучших американских автомобилей за последние 20 лет, способный выстоять против дорогих европейцев, и опекать последний автомобиль AMC (джипы не машины!) будет нашей приятной обязанностью».